# Орден Дружбы (КНР)
Орден Дружбы (кит. упр. 友谊勋章, пиньинь yǒuyì xūnzhāng) — высшая государственная награда Китайской Народной Республики для иностранных граждан.

## История
Орден Дружбы учреждён законом, принятым Всекитайским собранием народных представителей 27 декабря 2015 года и вступившим в силу с 1 января 2016 года. Орден является вторым по старшинству после ордена Республики и высшим для вручения иностранцам за выдающиеся заслуги, способствующим социалистической модернизации Китая, контактам и сотрудничеству Китая с миром и поддержанию мира во всем мире.
Первым кавалером ордена стал президент России Владимир Путин, получивший награду во время своего визита в Китай 8 июня 2018 года.

## Описание
Знак ордена золотой, в виде раскрытого цветка лотоса с ажурными лепестками. В центре лицевой стороны знака — круглый золотой медальон синей эмали с широким золотым ободком. В центре медальона изображение летящего над земным шаром голубя с оливковой ветвью в клюве. На ободке — две лавровые ветви по бокам, в нижней части — две скреплённые в рукопожатии руки. На оборотной стороне знака гравируется имя награждённого.
Знак носится на золотой ажурной цепи, состоящей из одного центрального большого и пятнадцати малых звеньев синей эмали, оформленных в виде китайских традиционных узлов и несущих изображения растений: родеи японской, пионов, посконника китайского, а также яшмовых колец. Звенья соединены между собой малыми цепочками.
Порядкового номера орден не имеет.

## Кавалеры
| Имя                      | Гражданство | Должность                                                                    | Дата вручения     |
| ------------------------ | ----------- | ---------------------------------------------------------------------------- | ----------------- |
| Владимир Путин           | Россия      | Президент Российской Федерации                                               | 8 июня 2018       |
| Нурсултан Назарбаев      | Казахстан   | Президент Республики Казахстан                                               | 28 апреля 2019    |
| Рауль Модесто Кастро Рус | Куба        | первый секретарь ЦК Компартии Кубы                                           | 18 сентября 2019  |
| Маха Чакри Сириндхорн    | Таиланд     | принцесса Таиланда                                                           | 18 сентября 2019  |
| Салим Ахмед Салим        | Танзания    | танзанийский дипломат                                                        | 18 сентября 2019  |
| Галина Куликова          | Россия      | Первый заместитель председателя общества российско-китайской дружбы          | 18 сентября 2019  |
| Жан-Пьер Раффарен        | Франция     | Премьер-министр Франции (2002—2005)                                          | 18 сентября 2019  |
| Изабель Крук             | Канада      | почётный профессор Пекинского университета иностранных языков                | 18 сентября 2019  |
| Нородом Монинеат Сианук  | Камбоджа    | Королева-консорт Камбоджи                                                    | 6 ноября 2020     |
| Нгуен Фу Чонг            | Вьетнам     | Генеральный секретарь Центрального комитета Коммунистической партии Вьетнама | 31 октября 2022   |
| Эмомали Рахмон           | Таджикистан | Президент Республики Таджикистан                                             | 5 июля 2024       |
| Дилма Русеф              | Бразилия    | Президент Нового банка развития, бывший Президент Бразилии (2011-2016)       | 13 сентября 2024  |
| Николай Кропачев         | Россия      | Ректор Санкт-Петербургского государственного университета                    | 30 сентября 2024. |